# Cristina Teresa di Löwenstein-Wertheim-Rochefort
Cristina Teresa di Löwenstein-Wertheim-Rochefort (Wertheim, 12 ottobre 1665 – Rumburk, 4 aprile 1730) è stata una contessa tedesca.

## Biografia

### Nascita
Cristina Teresa nacque a Wertheim il 12 ottobre 1665, da Ferdinando Carlo (1616-1672), secondo sovrano della contea di Löwenstein-Wertheim-Rochefort, e dalla contessa e langravina Anna Maria di Fürstenberg (1634-1705).
Era sorella minore di Maria Anna (1652), Eleonora (1653), Ernestina (1655), Massimiliano (1656), Filippo (1657), Emilia (1659), Francesco (1661), Maddalena (1662), Ferdinando (1662) e Sofia (1664). Come fratelli minori ebbe invece Giovanni (1667), Guglielmo (1669) e Anna (1671).

### Matrimoni

#### Primo matrimonio
Sposò in prime nozze a Lipsia nel 1687, il 22 giugno, il duca Alberto di Sassonia-Weissenfels, più grande di lei di sei anni, figlio del duca Augusto. Dalla loro unione nacquero due figlie femmine, ma dopo quasi cinque anni di matrimonio Cristina Teresa rimase vedova, il 19 maggio 1692.

#### Secondo matrimonio
Si risposò l'8 maggio 1695 a Lovosice, con il principe e sergente generale Filippo Erasmo del Liechtenstein, figlio di Hartmann III. La coppia si stabilì poi a Praga. Da questa seconda unione nacquero tre figli maschi, tra i quali il futuro principe Giuseppe Venceslao I ed Emanuele, padre di Francesco Giuseppe I. 
I discendenti diretti di Cristina Teresa e del secondo marito regnano ancora oggi sul Liechtenstein, rendendo i due sposi capostipiti del ramo che succedette alla linea antoniana.

### Ultimi anni e morte
Nel 1704 Cristina Teresa divenne vedova per la seconda volta, quando suo marito morì a causa delle ferite riportate in una battaglia lasciandole 13.559 fiorini di arretrati.
Morì quasi trent'anni dopo a Rumburk, il 4 aprile 1730, all'età di 64 anni. Fu tumulata nel monastero dei frati minori cappuccini della stessa città.

## Discendenza
Cristina Teresa di Löwenstein-Wertheim-Rochefort ebbe con il primo marito, Alberto di Sassonia-Weissenfels, due figlie:
- Duchessa Anna Cristina di Sassonia-Weissenfels, duchessa di Sassonia (17 luglio 1690 - Vienna, 5 marzo 1763);
- Duchessa Maria Augusta di Sassonia-Weissenfels, duchessa di Sassonia (Wertheim, 4 febbraio 1692 - Wertheim, 15 febbraio 1692).

Con il secondo marito, il principe Filippo Erasmo del Liechtenstein, ebbe tre figli maschi, due dei quali ebbero a loro volta figli per un totale di diciotto nipoti, di cui dieci maschi e otto femmine:
- Giuseppe Venceslao Lorenzo del Liechtenstein (Praga, 10 agosto 1696 - Vienna, 10 febbraio 1772), sposò il 19 aprile 1718[11] la cugina Anna Maria del Liechtenstein e con lei ebbe cinque figli, di cui tre maschi e due femmine:
  - Filippo Antonio del Liechtenstein (1719-1719);
  - Filippo Antonio del Liechtenstein (1720-1720);
  - Filippo Ernesto del Liechtenstein (1722-1723);
  - Maria Elisabetta del Liechtenstein (1724-1724);
  - Maria Alessandra del Liechtenstein (1727-1727).
- Emanuele Antonio Giuseppe Giovanni Nepomuceno Tommaso del Liechtenstein (Vienna, 2 febbraio 1700 - Vienna, 15 gennaio 1771), sposò il 14 gennaio 1726 a Vienna la contessa Maria Anna Antonia di Dietrichstein-Weichselstädt (1706-1777)[12] e con lei ebbe tredici figli, di cui sette maschi e sei femmine:[13]
  - Francesco di Paola Giuseppe Giovanni Nepumeceno Andrea del Liechtenstein (Milano, 19 novembre 1726 - 18 agosto 1781);
  - Carlo Borromeo Michele Giuseppe del Liechtenstein (Vienna, 20 settembre 1730 - Vienna, 21 febbraio 1789);
  - Filippo Giuseppe Francesco Maria del Liechtenstein (Vienna, 8 settembre 1731 - Praga, 6 maggio 1757);
  - Emanuele Giuseppe Barolomeo Antonio del Liechtenstein (Vienna, 24 agosto 1732 - Vienna, 20 dicembre 1738)
  - Giovanni Giuseppe Simplicio del Liechtenstein (Vienna, 2 marzo 1734 - Vienna, 18 febbraio 1781);
  - Antonio Giuseppe Giovanni Acazio del Liechtenstein (Vienna, 22 giugno 1735 - Vienna, 6 maggio 1737);
  - Giuseppe Vencesla Ladislao del Liechtenstein (Vienna, 28 giugno 1736 - Vienna, 20 marzo 1739);
  - Maria Amalia Susanna del Liechtenstein (Vienna, 11 agosto 1737 - Milano, 20 ottobre 1787);
  - Maria Anna Teresa del Liechtenstein (Vienna, 15 ottobre 1738 - Vienna, 29 maggio 1814);
  - Francesca Saveria Maria del Liechtenstein (Vienna, 27 novembre 1739 - Vienna, 17 maggio 1821);
  - Maria Cristina Anna del Liechtenstein (Vienna, 1⁰ settembre 1741 - Vienna, 30 aprile 1819);
  - Maria Teresa Anna del Liechtenstein (Vienna, 1⁰ settembre 1741 - Vienna, 30 giugno 1766), gemella della precedente;
  - Giuseppe Leopoldo Sebastiano Emanuele del Liechtenstein (Vienna, 21 gennaio 1743 - Gaya, 31 dicembre 1771).
- Giovanni Antonio Artmanno del Liechtenstein (20 dicembre 1702 - 28 marzo 1724).

## Titoli e trattamento
- 12 ottobre 1665 - 21 giugno 1687: Contessa Cristina Teresa di Löwenstein-Wertheim-Rochefort[1]
- 21 giugno 1687 - 19 maggio 1692: Duchessa Cristina Teresa di Sassonia-Weissenfels,[1] duchessa di Sassonia, contessa di Löwenstein-Wertheim-Rochefort
- 19 maggio 1692 - 8 maggio 1695: Contessa Cristina Teresa di Löwenstein-Wertheim-Rochefort
- 8 maggio 1695 - 15 gennaio 1704: Sua Altezza Serenissima, la principessa Cristina Teresa del Liechtenstein,[1] contessa di Löwenstein-Wertheim-Rochefort
- 15 gennaio 1704 - 4 aprile 1730: Contessa Cristina Teresa di Löwenstein-Wertheim-Rochefort

## Ascendenza
|                                                     |                            |                                            | Genitori                                    |  |  | Nonni |  |  | Bisnonni                                   |  |  | Trisnonni                |  |
|                                                     |                            |                                            |                                             |  |  |       |  |  | Luigi III di Löwenstein-Wertheim-Rochefort |  |  | Federico I di Löwenstein |  |
|                                                     |                            |                                            |                                             |  |  |       |  |  | Luigi III di Löwenstein-Wertheim-Rochefort |  |  | Federico I di Löwenstein |  |
|                                                     |                            | Elena di Königsegg                         |                                             |  |  |       |  |  | Luigi III di Löwenstein-Wertheim-Rochefort |  |  |                          |  |
| Giovanni Teodorico di Löwenstein-Wertheim-Rochefort |                            |                                            |                                             |  |  |       |  |  | Luigi III di Löwenstein-Wertheim-Rochefort |  |  |                          |  |
|                                                     |                            | Anna di Stolberg-Königstein                | Luigi di Stolberg                           |  |  |       |  |  |                                            |  |  |                          |  |
|                                                     |                            | Anna di Stolberg-Königstein                | Luigi di Stolberg                           |  |  |       |  |  |                                            |  |  |                          |  |
|                                                     |                            | Anna di Stolberg-Königstein                | Valpurga di Wied                            |  |  |       |  |  |                                            |  |  |                          |  |
| Ferdinando Carlo di Löwenstein-Wertheim-Rochefort   |                            | Anna di Stolberg-Königstein                |                                             |  |  |       |  |  |                                            |  |  |                          |  |
|                                                     |                            | Filippo von der Mack                       | Giovanni II von der Marck                   |  |  |       |  |  |                                            |  |  |                          |  |
|                                                     |                            | Filippo von der Mack                       | Giovanni II von der Marck                   |  |  |       |  |  |                                            |  |  |                          |  |
|                                                     |                            | Filippo von der Mack                       | Margherita di Wassenaer                     |  |  |       |  |  |                                            |  |  |                          |  |
| Giosina von der Marck                               |                            | Filippo von der Mack                       |                                             |  |  |       |  |  |                                            |  |  |                          |  |
|                                                     |                            | Caterina di Manderscheid-Virneburg         | Teodorico V di Manderscheid in Manderscheid |  |  |       |  |  |                                            |  |  |                          |  |
|                                                     |                            | Caterina di Manderscheid-Virneburg         | Teodorico V di Manderscheid in Manderscheid |  |  |       |  |  |                                            |  |  |                          |  |
|                                                     |                            | Caterina di Manderscheid-Virneburg         | Erica di Waldeck                            |  |  |       |  |  |                                            |  |  |                          |  |
| Cristina Teresa di Löwenstein-Wertheim-Rochefort    |                            | Caterina di Manderscheid-Virneburg         |                                             |  |  |       |  |  |                                            |  |  |                          |  |
|                                                     | Federico IV di Fürstenberg | Gioacchino di Fürstenberg                  |                                             |  |  |       |  |  |                                            |  |  |                          |  |
|                                                     | Federico IV di Fürstenberg | Gioacchino di Fürstenberg                  |                                             |  |  |       |  |  |                                            |  |  |                          |  |
|                                                     | Federico IV di Fürstenberg | Anna di Zimmern                            |                                             |  |  |       |  |  |                                            |  |  |                          |  |
| Egon VIII di Fürstenberg                            | Federico IV di Fürstenberg |                                            |                                             |  |  |       |  |  |                                            |  |  |                          |  |
|                                                     |                            | Elisabetta di Sulz                         | Alwig di Sulz                               |  |  |       |  |  |                                            |  |  |                          |  |
|                                                     |                            | Elisabetta di Sulz                         | Alwig di Sulz                               |  |  |       |  |  |                                            |  |  |                          |  |
|                                                     |                            | Elisabetta di Sulz                         | Barbara di Helfenstein                      |  |  |       |  |  |                                            |  |  |                          |  |
| Anna Maria di Fürstenberg                           |                            | Elisabetta di Sulz                         |                                             |  |  |       |  |  |                                            |  |  |                          |  |
|                                                     |                            | Giovanni Giorgio di Hohenzollern-Hechingen | Eitel di Hohenzollern                       |  |  |       |  |  |                                            |  |  |                          |  |
|                                                     |                            | Giovanni Giorgio di Hohenzollern-Hechingen | Eitel di Hohenzollern                       |  |  |       |  |  |                                            |  |  |                          |  |
|                                                     |                            | Giovanni Giorgio di Hohenzollern-Hechingen | Sibilla di Zimmern                          |  |  |       |  |  |                                            |  |  |                          |  |
| Anna Maria di Hohenzollern-Hechingen                |                            | Giovanni Giorgio di Hohenzollern-Hechingen |                                             |  |  |       |  |  |                                            |  |  |                          |  |
|                                                     |                            | Francesca di Salm-Neufville                | Federico I di Salm-Neufville                |  |  |       |  |  |                                            |  |  |                          |  |
|                                                     |                            | Francesca di Salm-Neufville                | Federico I di Salm-Neufville                |  |  |       |  |  |                                            |  |  |                          |  |
|                                                     |                            | Francesca di Salm-Neufville                | Francesca di Salm                           |  |  |       |  |  |                                            |  |  |                          |  |
|                                                     |                            | Francesca di Salm-Neufville                |                                             |  |  |       |  |  |                                            |  |  |                          |  |